# Christopher Jones (acteur)
Pour les articles homonymes, voir Christopher Jones.
Christopher Jones, de son vrai nom William "Billy" Frank Jones, est un acteur américain né le 18 août 1941 à Jackson dans le Tennessee, et mort à Los Alamitos, en Californie, le 31 janvier 2014.

## Origine et jeunesse
Sa mère Robbie, une artiste, est placée en soins psychiatriques dans un hôpital à Bolivar, Tennessee, en 1945, lorsqu'il avait quatre ans, et il ne l'a plus jamais revue même à sa mort une quinzaine d'années après, tandis que son frère et lui son placés dans un orphelinat de Memphis, par leurs oncles et tantes. À l'âge de 14 ou 15 ans, Joe Stockton, le directeur de son orphelinat, l'a reçu dans son bureau et lui a remis un exemplaire du magazine Life avec une photo de James Dean en couverture, en lui disant qu'il "ressemble exactement à ce type", alors que l'adolescent n’avait jamais vu une photo de Dean auparavant.

## Débuts à la télévision et au cinéma
Au cours de son service militaire, il vole une voiture et se rend dans la maison où James Dean a été élevé par son oncle, qui a été le mentor de James Dean, puis rencontre Franck Corsaro, l'un des plus grands metteurs en scène américains d'opéra et de théâtre. Corsaro lui permet d'avoir un rôle dans La Nuit de l'iguane, pièce de théâtre écrite en 1961 par Tennessee Williams, qui sera adaptée au cinéma sous le même titre par John Huston en 1964.
L'actrice de la pièce Shelley Winters devient son amie et lui fait rencontrer l'actrice Susan Strasberg. Il obtient en même temps le droit d'assister comme observateur aux cours de l'Actor's studio de Lee Strasberg, dont Susan Strasberg est la fille. Sa liaison avec elle commence en 1963, contre l'avis du père, et ils ne se marient qu'en 1965.
Après ce passage à Broadway, il est la vedette d'une série populaire qui passe une saison entière à la télévision sur la chaîne nationale NBC, consacrée à la vie de Jessie James au Far-West au XXe siècle.

## Période de forte notoriété
Sa notoriété devient très forte à la sortie en juillet 1968 du film  Les Troupes de la colère (Wild in the Streets), de Barry Shear, une ode ironique à la jeunesse, où il incarne une rock star de 24 ans qui manipule le vote des jeunes pour devenir le président des États-Unis et envoie tous les plus de 30 ans dans des camps où ils sont astreints à une cure de LSD.
Au début de l'année 1969, il tourne à Rome le film "Una breve stagione", réalisé par Renato Castellani dont le célèbre "Roméo et Juliette" de 1954 vient d'être défié par le succès d'une nouvelle adaptation, où  Franco Zeffirelli a mis en vedette Olivia Hussey, seulement 16 ans lors du tournage. En décembre 2022, cette dernière portera plaine avec Leonard Whiting contre le studio Paramount, lui reprochant d'avoir diffusé à l'époque une scène intime dévoilant fesses et poitrine des deux acteurs mineurs. Christopher Jones rencontre Olivia Hussey au printemps 1968, juste après avoir divorcé, lors d'un dîner organisé par leur agent commun Rudolph Altobelli et ils débutent une liaison.
"Una breve stagione" est cette fois une histoire d'amour entre son personnage et celui joué par la Suédoise Pia Degermark, 19 ans, qui vient de gagner le Prix d'interprétation féminine au Festival de Cannes en 1967 pour son premier film " Elvira Madigan, du réalisateur Bo Widerberg. Au cours de ce tournage effectué à Rome, début 1969, Christopher Jones a une liaison avec l'actrice américaine Sharon Tate et en tombe amoureux,,,. La rencontre a lieu lors d'un autre dîner organisé par Rudolph Altobelli, qui est aussi l'agent de Sharon Tate, enceinte de seulement six semaines de Roman Polanski. Depuis la mi-février 1969, Altobelli loue à l'actrice et son mari sa propriété californienne, 10050 Cielo Drive où en août Sharon Tate sera assassinée.
Venue directement en Italie tourner le premier rôle dans "12 + 1", l'actrice ne parvient plus à avoir son mari au téléphone, au moment où ce dernier a une liaison avec Michelle Phillips, chanteuse du groupe pop "The Mamas and the Papas", vedette du Festival pop de Monterey, qui déposera une demande de divorce avec son mari John à Los Angeles en mai 1969.
Assis l’un à côté de l’autre lors du dîner, Sharon Tate et Christopher Jones ont ensuite une longue conversation dans la chambre de l'actrice. Même si elle aurait souhaité plus de romantisme de sa part, ils se revoient plusieurs jours de suite, visitent la Fontaine de Trévi, et conviennent de se retrouver en Californie sans avoir à craindre de Roman Polanski, mais il doit partir sur un tournage en Irlande.
De manière imprévue, il vient en effet d'être appelé à interpréter ce qui restera son rôle le plus célèbre, celui du mystérieux officier anglais de La Fille de Ryan, réalisé par David Lean, jusque là imparti à Marlon Brando, d'une quinzaine d'années plus âgé. Mais ce dernier, malgré ses efforts, ne parvient pas à se libérer à temps pour le tournage en raison des retards sur un autre tournage, celui de "Quemada", en Colombie, que Marlon Brando ne parvient pas à faire déplacer au Maroc. Pour le remplacer, David Lean a choisi au pied levé Christopher Jones, mais n'a pas eu le temps de le rencontrer. Le jeune acteur part en Irlande, où le tournage était prévu pour seulement trois mois, mais il durera plus d'un an, les dépassements de temps étant aggravés par un voyage de six semaines dans la région de Capetown en Afrique du Sud pour filmer une scène de tempête qui n'a pas pu l'être en Irlande. Ce prolongement en Afrique du Sud a été décidé au cours de l'été car une autre scène très importante, où Sarah Miles et Christopher Jones font l'amour dans la clairière d'une forêt, est également compliquée par des pluies qui ont lessivé le tapis de violettes, obligeant à trouver un autre lieu pour la tourner, ce qui se fera finalement en intérieur.
Entre-temps revenue à Los Angeles, Sharon Tate appelle l'agent de Jones qui n'informe pas celui-ci d'un éventuel souhait de le voir, ce dont il est profondément attristé. Sharon Tate passe le week-end de Pâques avec Polanski, qui lui offre une voiture de luxe puis revient tourner à Rome. De nouveau à Londres en juin, elle rentre à Los Angeles à bord du navire "Queen Elizabeth", via Southampton, y retrouvant son ex-fiancé Jay Sebring, dont elle est restée proche et qui tentera de la sauver au moment du meurtre.
Christopher Jones apprend le drame par un de ses managers, présent sur le tournage en Irlande, et fait une crise de nerfs. Au cours du tournage, il a également un grave accident au volant de sa Ferrari 365 GT 2+2, percutant un muret de pierres au sommet d'une falaise. Il accepte d'être rejoint sur le tournage par Olivia Hussey, également choquée car elle avait convenu au téléphone avec Sharon Tate de venir habiter avec elle pour l'aider après la naissance. Olivia Hussey accepte la demande de la production de glisser des sédatifs dans le petit-déjeuner de l'acteur, mais il a des soupçons et s'emporte contre elle. Six semaines après le meurtre de Sharon Tate, après avoir été présente en Irlande comme en Afrique du Sud, Olivia Hussey part à Los Angeles et s'installe dans l'ex-maison de Sharon Tate et Roman Polanski.
Sarah Miles, qui désespère de pouvoir tourner la scène d'amour importante avec Christopher Jones, demande cette fois à Robert Mitchum de trouver un médicament puissant, afin de le lui administrer sans qu'il soit prévenu. Les effets sont amplifiés par un surdosage et le fait qu'ils ne connaissent pas le passé familial de Jones.

## Nouvelle vie
Après le film, il revient à Los Angeles, habiter dans la propriété son manager Rudoph Altobelli, qui lui a réservé l'annexe après avoir accepté qu'Olivia Hussey s'installe dans la maison principale.
Peu après son retour, il est envoyé par ce dernier dans l'État de Virginie, pour ce qui devait être une sorte de stage de reprise de confiance en soi, mais où il en fait est sequestré pendant des semaines avec 20 ou 30 autres personnes enrôlées dans une sorte de culte du bien-être, sous le contrôle de six hommes de main,. Il est battu, tout comme un adolescent qui parvient à s'enfuir et à les faire libérer en prévenant la police. Il ne racontera cet épisode qu'un quart de siècle plus tard à l'occasion d'une interview à Pamela Des Barres  pour le magazine Movieline en 1996, dans laquelle il s'est par ailleurs plaint que ses gestionnaires aient détourné ses économies, utilisées pour cette maison de Virginie. Son silence de l'époque vient de la crainte de faire une "mauvaise publicité" au film qui venait de sortir, mais l'épisode sera documenté par un livre de l'écrivain Duke Haney, consacré à Steve Cochran and Christopher Jones.
Il refusera par la suite toutes les propositions de tournage, y compris celles du metteur en scène Ron Howard ou de son admirateur l'Américain Quentin Tarantino pour "Pulp Fiction" en 1994.
Il n'a plus tourné depuis lors qu'un rôle secondaire dans Mad Dog Time, film de Larry Bishop.

## Vie privée
En 1964, il a une liaison avec l'actrice Susan Cabot, vedette du film "La Femme guêpe" (The Wasp Woman), sorti en 1959. Il pensera longtemps qu'il est le père de son fils, qui se révèlera en réalité le prince Hussein de Jordanie à la suite d'analyses ADN.
Il fut ensuite marié de 1965 à 1968 à l'actrice Susan Strasberg, fille du fondateur de l'Actor's studio, avec qui il avait débuté une liaison en 1963. Il a ensuite enchaîné deux liaisons successives, avec Olivia Hussey et Sharon Tate, qui avaient toutes les deux le même manager que lui, l'agent des stars californien Rudolph Altobelli et tournaient au même moment que lui en Europe. Après le meurtre de la seconde en août 1969 à Los Angeles, la première l'a rejoint sur le tournage où il était en Irlande.
L'ex-acteur a failli mourir en novembre 1997, souffrant d’un choc hémorragique dû à un ulcère perforé, attribué à des années de stress, et qui l'a obligé à s'alimenter par des perfusions.
Christopher Jones meurt d'un cancer le 31 janvier 2014 à l'âge de 72ans. Sa sépulture se trouve au Hollywood Forever Cemetery.

## Filmographie partielle

### Au cinéma
- 1967 : Chubasco le rebelle (en) (Chubasco) d'Allen H. Miner
- 1968 : Les Troupes de la colère (Wild in the Streets), de Barry Shear
- 1968 : Three in the Attic (en) de Richard Wilson
- 1969 : Le Miroir aux espions (The Looking Glass War) de Frank Pierson
- 1969 : Una breve stagione de Renato Castellani
- 1970 : La Fille de Ryan (Ryan's Daughter) de David Lean
- 1997 : Mad Dogs (Mad Dog Time) de Larry Bishop

### À la télévision
- 1965-1966 : The Legend of Jesse James (en) (série), de Samuel A. Peeples